# كأس الأمم الإفريقية تحت 23 سنة
كأس الأمم الأفريقية تحت 23 سنة لكرة القدم (كان يُطلق عليها بطولة أفريقيا تحت 23 سنة لكرة القدم حتى 2015) هي بطولة كرة قدم رئيسية دولية لدول الاتحاد الأفريقي لكرة القدم، وتلعب من قبل اللاعبون تحت 23 عام. تجرى البطولة كل أربعة أعوام وهي بمثابة تصفيات مؤهلة للألعاب الأولمبية حيث يتأهل أفضل ثلاثة فرق في المسابقة مباشرة إلى الأولمبياد. في حين ينتقل المنتخب صاحب المركز الرابع لخوض ملحق فاصل ضد فريق من الاتحاد الآسيوي لكرة القدم. أقيمت أول نسخة للبطولة في المغرب من 26 نوفمبر إلى 10 ديسمبر 2011.
قرر الاتحاد الأفريقي لكرة القدم في 6 أغسطس 2015 تغيير مسمى البطولة لتصبح كأس الأمم الأفريقية تحت 23 سنة لكرة القدم محل المسمى القديم وهو بطولة أفريقيا تحت 23 سنة لكرة القدم لتصبح مشابهة لبطولة الكبار كأس الأمم الأفريقية.

## النتائج

### بطولة أفريقيا تحت 23 سنة
| 2011 تفاصيل | المغرب | الغابون | 2 – 1 | المغرب | مصر | 2 – 0 | السنغال |

### كأس الأمم الأفريقية تحت 23 سنة
| السنة       | المستضيف |         | النهائي | النهائي | النهائي       |                  | مباراة المركز الثالث | مباراة المركز الثالث | مباراة المركز الثالث |
| السنة       | المستضيف | الفائز  | النتيجة | الوصيف  | المركز الثالث | النتيجة          | المركز الرابع        |                      |                      |
| ----------- | -------- | ------- | ------- | ------- | ------------- | ---------------- | -------------------- | -------------------- | -------------------- |
| 2015 تفاصيل | السنغال  | نيجيريا | 2 – 1   | الجزائر | جنوب إفريقيا  | 0 – 0 3 – 1 (ج.) | السنغال              |                      |                      |
| 2019 تفاصيل | مصر      |         | مصر     | 2 – 1   | ساحل العاج    |                  | جنوب إفريقيا         | 2 – 2 6 – 5 (ج.)     | غانا                 |
| 2023 تفاصيل | المغرب   |         | المغرب  | 2 – 1   | مصر           |                  | مالي                 | 0 – 0 4 – 3 (ج.)     | غينيا                |